# Balclutha spiniloba
Balclutha spiniloba är en insektsart som beskrevs av Rauno E. Linnavuori 1960. Balclutha spiniloba ingår i släktet Balclutha och familjen dvärgstritar. Inga underarter finns listade i Catalogue of Life.